# Les Yeux clairs
Pour plus de détails, voir Fiche technique et Distribution.
Les Yeux clairs est le deuxième film réalisé par Jérôme Bonnell en 2004 et sorti le 27 avril 2005, récompensé par le prix Jean-Vigo.

## Fiche technique
- Titre : Les Yeux clairs
- Réalisation : Jérôme Bonnell
- Scénario : Jérôme Bonnell
- Photographie : Pascal Lagriffoul
- Son : Laurent Benaïm
- Montage : Fabrice Rouaud
- Décors : Anne Bachala
- Costumes : Carole Gérard
- Production : René Cleitman
- Société de distribution : EuropaCorp Distribution (France)
- Pays de production :  France
- Langue : français
- Format : couleur - 35 mm
- Genre : comédie dramatique
- Durée : 87 minutes
- Année de production : 2004
- Date de sortie : 27 avril 2005

## Distribution
- Nathalie Boutefeu : Fanny
- Marc Citti : Gabriel
- Judith Rémy : Cécile
- Lars Rudolph (en) : Oskar
- Olivier Rabourdin : Néflier
- Paulette Dubost : Mme Le Sciellour
- Éric Bonicatto : Bruno, le copain de Fanny
- Agathe Dronne : la femme du bar

## Distinctions
Le film a reçu le prix Jean-Vigo en 2005.